# Andrea Gönczi
Andrea Gönczi (* 22. Juli 1966 in Hajdúszoboszló) ist eine ungarische Badmintonspielerin. 

## Karriere
Andrea Gönczi gewann von 1982 bis 1984 vier nationale Juniorentitel in Ungarn. Sie siegte dabei zweimal im Mixed und jeweils einmal im Doppel und im Einzel. Bei den ungarischen Mannschaftsmeisterschaften war sie 1987 und 1990 mit dem Team von NYVSC erfolgreich.

## Sportliche Erfolge
| Saison | Veranstaltung                              | Disziplin   | Platz | Name                        |
| ------ | ------------------------------------------ | ----------- | ----- | --------------------------- |
| 1982   | Ungarn: Einzelmeisterschaften der Junioren | Mixed       | 1     | Attila Nagy / Andrea Gönczi |
| 1983   | Ungarn: Einzelmeisterschaften der Junioren | Mixed       | 1     | Attila Nagy / Andrea Gönczi |
| 1983   | Ungarn: Einzelmeisterschaften der Junioren | Damendoppel | 1     | Andrea Gönczi / Maria Varga |
| 1984   | Ungarn: Einzelmeisterschaften der Junioren | Dameneinzel | 1     | Andrea Gönczi               |
| 1987   | Ungarn: Mannschaftsmeisterschaft           | Mannschaft  | 1     | NYVSC                       |
| 1990   | Ungarn: Mannschaftsmeisterschaft           | Mannschaft  | 1     | NYVSC                       |

## Referenzen
- Ki kicsoda a magyar sportéletben? Band 1 (A–H). Szekszárd, Babits Kiadó, 1994. ISBN 963-7806-90-3

| Personendaten    | Personendaten                 |
| ---------------- | ----------------------------- |
| NAME             | Gönczi, Andrea                |
| KURZBESCHREIBUNG | ungarische Badmintonspielerin |
| GEBURTSDATUM     | 22. Juli 1966                 |
| GEBURTSORT       | Hajdúszoboszló                |